# Hippo Lite
Hippo Lite je druhé studiové album hudebního projektu Drinks, který tvoří velšská písničkářka Cate Le Bon a Američan Tim Presley. Vydáno bylo v dubnu 2018 společností Drag City, a to jak na CD, tak i na gramofonové desce a audiokazetě. Nahráno bylo v Saint-Hippolyte-du-Fort na jihu Francie, přičemž o nahrávání se staral Stephen Black. Album mixoval Samur Khouja v Los Angeles.

## Seznam skladeb
1. Blue from the Dark – 3:02
2. If It – 0:40
3. Real Outside – 4:27
4. When I Was Young – 0:57
5. In the Night Kitchen – 2:50
6. Greasing Up – 2:50
7. Corner Shops – 4:26
8. If It… (Reprise) – 1:54
9. Ducks – 2:43
10. Leave the Lights On – 2:46
11. Pink or Die – 3:05
12. You Could Be Better – 5:00

## Obsazení
- Cate Le Bon
- Tim Presley